# Збоншинек (гміна)
Гміна Збоншинек (пол. Gmina Zbąszynek) — місько-сільська гміна у північно-західній Польщі. Належить до Свебодзінського повіту Любуського воєводства.
Станом на 31 грудня 2011 у гміні проживало 8371 особа.

## Площа
Згідно з даними за 2007 рік площа гміни становила 94.42 км², у тому числі:
- орні землі: 51.00%
- ліси: 38.00%

Таким чином, площа гміни становить 10.07% площі повіту.

## Населення
Станом на 31 грудня 2011:
| Опис     | Загалом | Загалом | Чоловіки | Чоловіки | Жінки | Жінки |
| -------- | ------- | ------- | -------- | -------- | ----- | ----- |
| одиниця  | осіб    | %       | осіб     | %        | осіб  | %     |
| все      | 8371    | 100     | 4078     | 48.72    | 4293  | 51.28 |
| міське   | 5077    | 100     | 2444     | 48.14    | 2633  | 51.86 |
| сільське | 3294    | 100     | 1634     | 49.61    | 1660  | 50.39 |

## Сусідні гміни
Гміна Збоншинек межує з такими гмінами: Бабімост, Збоншинь, Тшцель, Щанець.